# Aerofilatelia

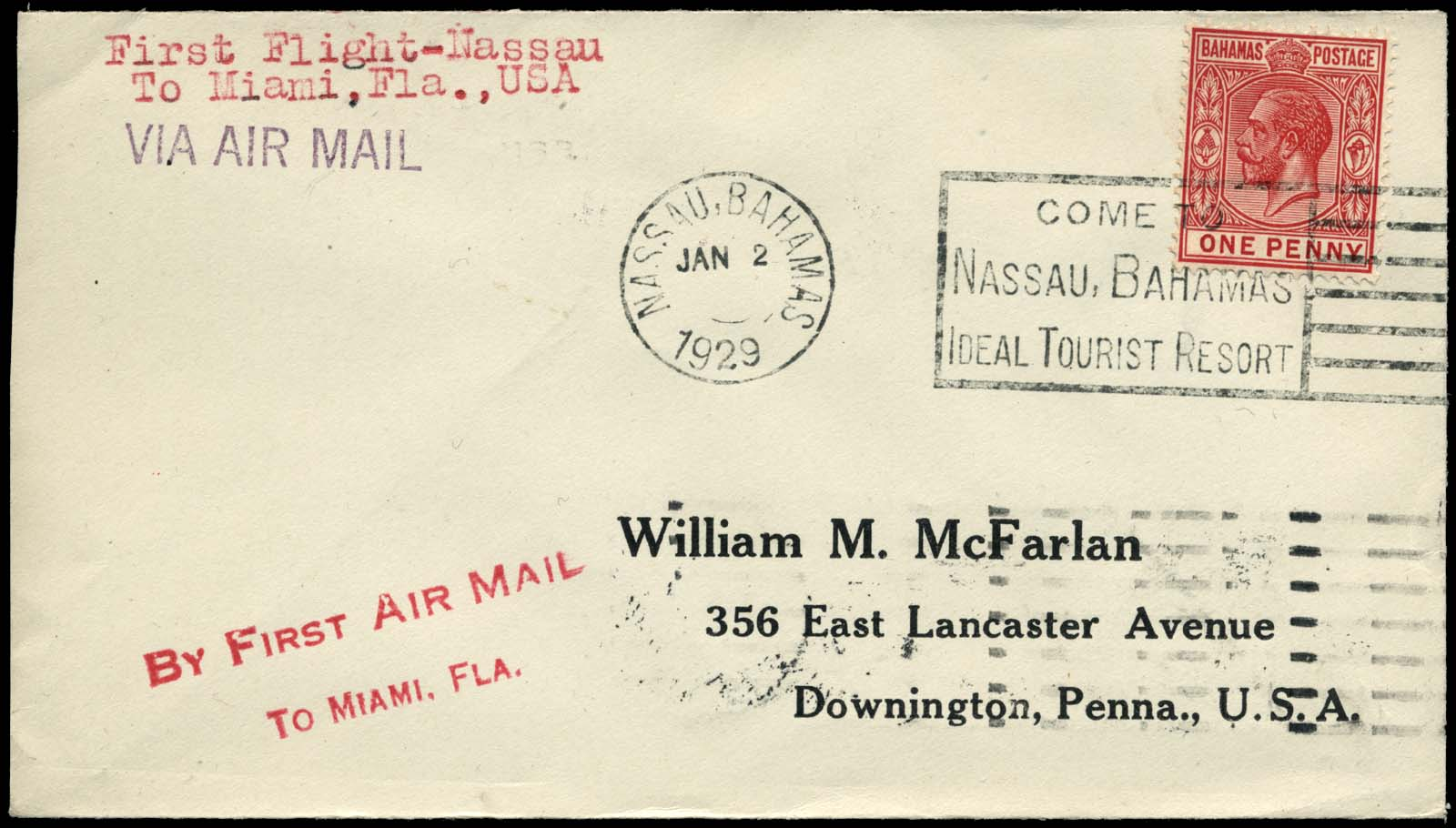
Sobre aéreo de primer día entre Nassau y Miami, 2 de enero de 1929.

La aerofilatelia es la rama de la filatelia especializada en el estudio del correo aéreo, lo que incluye los sellos de correo aéreo, etiquetas de correo aéreo, documentos postales, aerogramas, matasellos, sobres aéreos de primer día, rutas y tarifas (en especial de los primeros vuelos y vuelos especiales). La aerofilatelia estudia también el correo recuperado de accidentes aéreos.
La Federación Internacional de Sociedades Aerofilatélicas (FISA) es la principal organización internacional.

## Especialidades

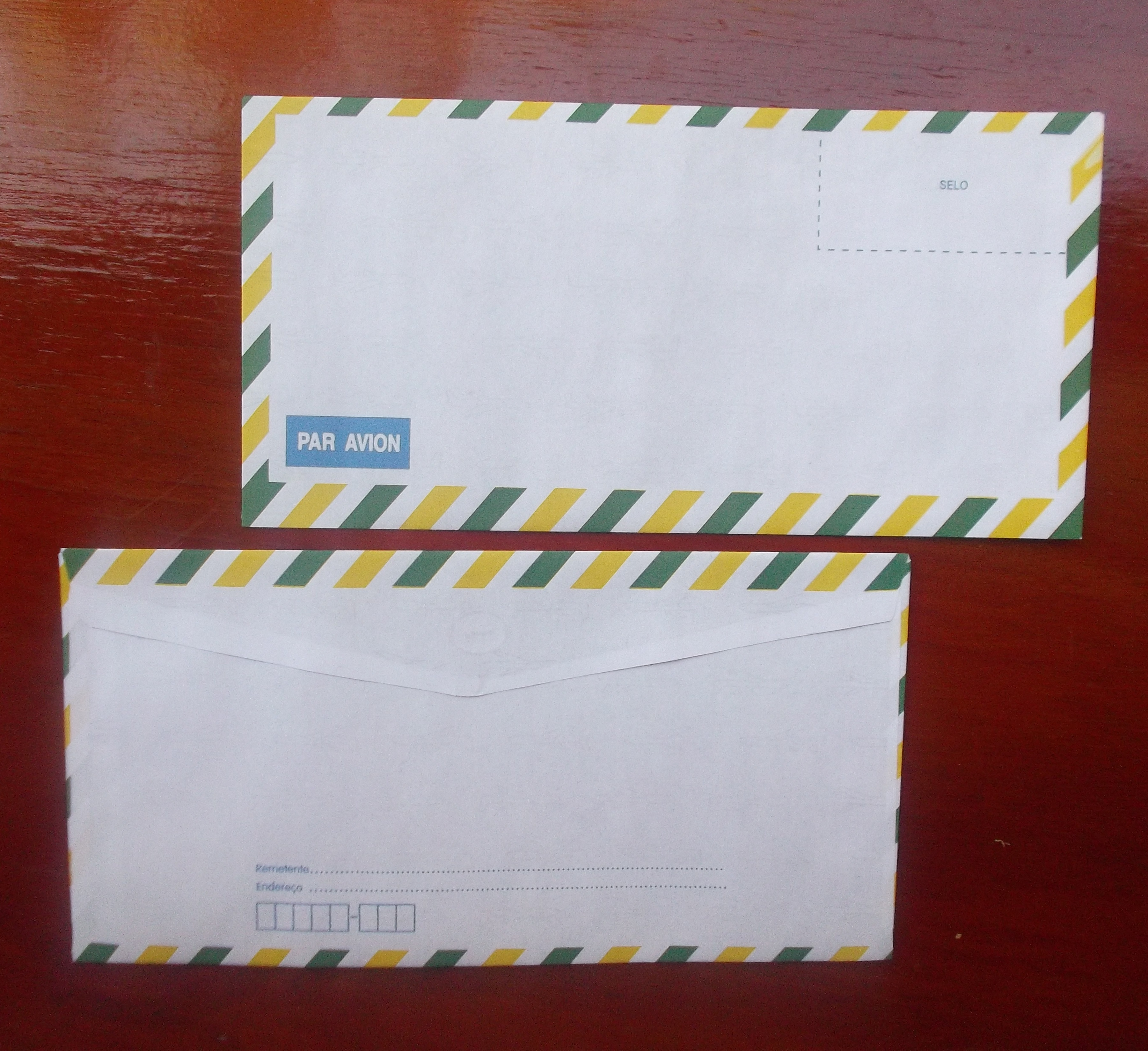
Sobre brasileño.

La mayoría del correo aéreo se transporta por avión. Existen o han existido otras formas como
- Correo por palomas, en general empleado antes que existiera el telegrama para llevar cartas con rapidez. Aún se emplea ocasionalmente sobre todo en unidades militares.
- Correo en globo
- Correo en dirigible
  - Correo en zeppelin
- correo en misil o cohete, realizado como prueba en los Estados Unidos, Reino Unido y en la India.

El estudio del correo en el espacio, la astrofilatelia, no se considera generalmente una especialidad de la aerofilatelia.